# Uhlenhorst Mülheim
Uhlenhorst Mülheim is een Duitse hockey- en tennisclub uit Mülheim an der Ruhr. Bij de heren is Uhlenhorst Mülheim met afstand recordhouder met 16 Duitse kampioenschappen. Tevens wonnen de heren negen keer op rij de Europacup I (1988 t/m 1996).

## Erelijst

### Mannen
- Duits kampioen (veld):

1950, 1954, 1955, 1957, 1958, 1960, 1964, 1985, 1986, 1987, 1988, 1990, 1991, 1994, 1995, 1997
- Europacup I

1988, 1989, 1990, 1991, 1992, 1993, 1994, 1995, 1996
- Europacup zaalhockey

2015, 2017
- Duits kampioen (zaal):

1987, 2014, 2016

## Bekende (oud-)hockeyers

### Mannen
- Andreas Becker
- Patrick Bellenbaum
- Dirk Brinkmann
- Carsten Fischer
- Sven Meinhardt
- Jan-Philipp Rabente
- Jan-Peter Tewes